# 龙景街道
龙景街道，是中华人民共和国广西壮族自治区百色市右江区下辖的一个乡镇级行政单位。

## 行政区划
龙景街道下辖以下地区：
百林社区、石龙社区、七塘社区、那毕村、逻索村、莲塘村、大湾村、江凤村、大和村、福禄村、东怀村、六居村、乌拉村、百法村、凡平村、大同村和大旺村。